# Pesmapán (östra Cuetzalan del Progreso kommun)
Pesmapán är en ort i Mexiko.   Den ligger i kommunen Cuetzalan del Progreso och delstaten Puebla, i den sydöstra delen av landet, 190 km öster om huvudstaden Mexico City. Pesmapán ligger 465 meter över havet och antalet invånare är 306.
Terrängen runt Pesmapán är huvudsakligen kuperad, men norrut är den platt. Runt Pesmapán är det ganska tätbefolkat, med 134 invånare per kvadratkilometer. Närmaste större samhälle är Ciudad de Cuetzalan, 10,5 km väster om Pesmapán. I omgivningarna runt Pesmapán växer i huvudsak städsegrön lövskog.